# Bálint Virág
 Bálint Virág (* 2. November 1973) ist ein ungarisch-kanadischer Mathematiker, der sich mit Stochastik befasst.
Bálint Virág besuchte das Mihály-Fazekas-Gymnasium in Budapest und studierte ab 1992 an der Harvard University mit dem Bachelor-Abschluss magna cum laude (unter Persi Diaconis) 1996 und wurde 2000 an der University of California, Berkeley bei Yuval Peres promoviert (Random walks and geometry on graphs of exponentiall growth). 2000 bis 2003 war er Moore-Instructor am Massachusetts Institute of Technology. 2003 wurde er Assistant Professor, 2008 Associate Professor und 2011 Professor an der University of Toronto, an der er einen Canada Research Chair hat.
Er forscht über Zufallsmatrizen, Zufalls-Polynome, Random Walks und Zufälligkeit auf Gruppen.
Virág erhielt 2008 den Rollo-Davidson-Preis, 2010 den Coxeter-James-Preis, 2014 den John L. Synge Award und 2022 den CRM-Fields-PIMS Prize. 2004 bis 2008 war er Sloan Fellow. 2024 wurde er Mitglied der Royal Society of Canada.

## Schriften
- John Ben Hough, Manjunath Krishnapur, Yuval Peres, Bálint Virág: Zeros of Gaussian Analytic Functions and Determinantal Point Processes.  American Mathematical Society, Providence, Rhode Island 2009, ISBN 978-0-8218-4373-4.
- Diane Holcomb, Bálint Virág: A Short Introduction to Operator Limits of Random Matrices. (PDF; 511 kB) In: math.utoronto.ca. University of Toronto (englisch).